# Карате в России

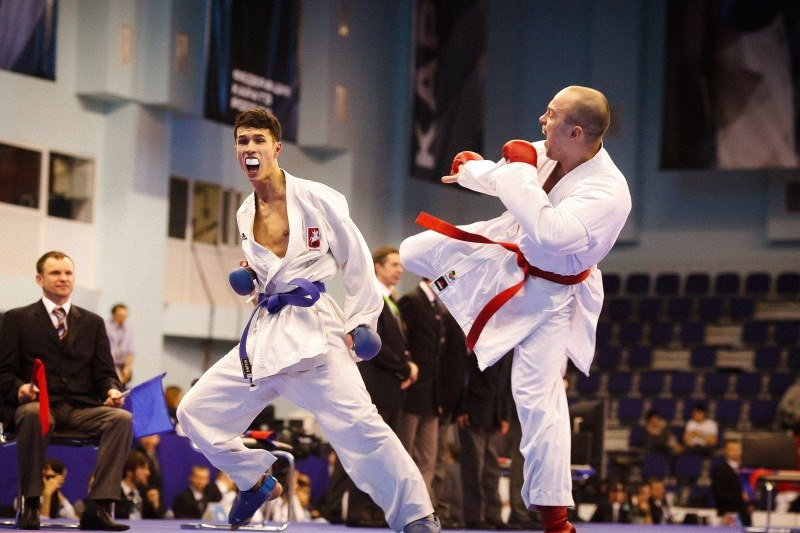
Современные соревнования по карате WKF (бесконтактное каратэ)

Карате в СССР и России, как и дзюдо и другие восточные боевые искусства, прошло сложный путь развития, преодолев годы запретов и гонений.

## История

### Ранние годы
В СССР с конца 1930-х гг. (т. е. после начала японско-китайской войны) практически все восточные боевые искусства, не только японского происхождения, были под строгим запретом. Мастера подверглись жестоким и безосновательным репрессиям, многие были уничтожены как «японские шпионы». С тех пор и до середины 1960-х гг. советские спортивные функционеры на международной арене занимались пропагандой превосходства самбо над любыми иными единоборствами (кроме самбо, борьбы и бокса, других единоборств в СССР не существовало). Современное карате появилось в Советском Союзе в середине 1960-х годов во время хрущёвской политики «потепления» и улучшения международных отношений. В 1972 году, после того как было легализовано дзюдо и создана Федерация дзюдо СССР, предпринимались попытки организовать кружки и секции по занятиям карате, которые действовали в полулегальном режиме: пользуясь внешним сходством униформы, занимающиеся карате люди маскировались под дзюдоистов. В годы брежневского застоя, начиная с 1973 года, карате было под запретом наряду с культуризмом, лишь в 1978 году Спорткомитет СССР признал существование многочисленных подпольных секций карате и издал приказ о формировании федерации карате в СССР.

### Период либерализации и повторный запрет (1978—1981)
Либерализация отношения к карате в СССР была, во многом, связана с олимпийскими перспективами этого вида спорта. По решению Спорткомитета СССР от 13 марта 1977 года при Федерации борьбы была создана «Комиссия по борьбе каратэ», которая, позднее, была преобразована в Федерацию каратэ СССР. Председателем Комиссии был утвержден Алексей Штурмин.
Осенью 1978 года в СССР прибыла японская делегация во главе с генеральным секретарём World Union of Karate-Do Organizations Эйити Эригути. Японские каратисты провели ряд показательных выступлений в Московском институте физкультуры, ознакомились со стандартами преподавания карате в СССР и оставили практические рекомендации по дальнейшему развитию этого вида спорта. В ноябре 1978 года был организован Всесоюзный центр подготовки инструкторов карате (также известный как Центральная школа карате) на базе спортивного клуба «Фрунзенец» на Садовой-Триумфальной. Проводились организационные мероприятия по налаживанию постоянных контактов с региональными отделениями в РСФСР и республиках. В декабре 1978 года в Москве состоялось учредительное собрание, куда съехались представители школ карате из полусотни советских городов. Была создана Федерация карате СССР. Её председателем был избран заместитель председателя ЦС «Динамо» подполковник МВД Виктор Алексеевич Куприянов, а заместителем председателя - Алексей Штурмин, руководитель Центральной школы карате, были созданы комиссии: методическая – И.Гульев, судейская –Томилов В., аттестационная – Касьянов Т. Была проведена первая всесоюзная аттестация тренеров по каратэ. Из 130 кандидатов первый отбор прошли успешно около 30 собравшихся. С представителями японской стороны велись переговоры о вступлении Федерации карате СССР в состав WUKO. Началась подготовка единых правил соревнований по ката и полуконтактным соревнованиям, первые матчевые встречи были назначены на вторую половину 1979 года.
В апреле 1979 г. был проведен первый всесоюзный судейский семинар и первая официальная встреча между командами Таллина и Москвы. Во второй половине 1979 года были проведены первые официальные соревнования по карате, официально имевшие статус Первенство Москвы. В августе 1979 года приказом №894 Комитета по физической культуре и спорту при Совете Министров СССР утверждены правила соревнований. В декабре 1979 г. в Таллине был проведен Первый Всесоюзный турнир по каратэ.
День карате в СССР стали отмечать в Москве в неофициальном режиме ежегодно в последнее воскресенье июня, каратистами в кимоно проводились групповые демонстрации ката и приёмов. Был поднят вопрос о принятии Федерации карате СССР в Европейский союз карате для участия советских спортсменов в чемпионатах Европы и мира. В октябре 1980 г. в Ленинграде был проведене Второй Всесоюзный турнир, а в феврале 1981 года в Ташкенте был проведён первый Чемпионат СССР по карате. 
При этом сохранялась сильная оппозиция по отношению к карате со стороны властных органов. Из-за отсутствия в то время инвентаря и безопасной экипировки, проведение спортивных мероприятий отличалось высоким травматизмом.На протяжении 1980-1982 гг. в советской прессе по указке властей проходила кампания травли с требованием запрета карате, чтобы сфабриковать видимость «обеспокоенности населения» и «общественной» поддержки подготавливаемого запрета. Вскоре последовали карательные мероприятия. При этом никаких исключений для ката и неконтактных соревнований сделано не было.

### Годы гонений
Президиум Верховного Совета РСФСР издал Указ от 10 ноября 1981 года «Об административной ответственности за нарушение правил обучения каратэ». Год спустя Указами Президиума Верховного Совета РСФСР от 10 ноября 1982 г. «Об административной ответственности за нарушение правил обучения каратэ» и «О внесении дополнений в Уголовный кодекс РСФСР» установлена административная и, если обучение связано с извлечением материальной выгоды, уголовная ответственность за обучение карате. Статья 177 Кодекса РСФСР об административных нарушениях (подобные статьи были введены и в таких же кодексах союзных республик) устанавливала ответственность за любую попытку обучать каратэ с наложением штрафа в размере до 50 рублей, если нет денежных поборов и иной материальной выгоды. Одновременно была введена соответствующая статья в Уголовный кодекс РСФСР и союзных республик (ст. 2191 «Незаконное обучение каратэ») со сроком лишения свободы до 5 лет. При этом в СССР продолжали проводиться официальные турниры по каратэ: 17-21 марта 1982 года Второй чемпионат СССР по каратэ в Таллине, 23 мая — 2 июня — Третий чемпионат СССР по каратэ в Волгограде.
17 мая 1984 года приказом Спорткомитета СССР № 404 «О запрещении обучения карате в спортивных обществах» каратэ было запрещено на всей территории Советского Союза как «не имеющий отношения к спорту рукопашный бой, культивирующий жестокость и насилие, наносящий тяжелые травмы участникам, пронизанный чуждой нам идеологией». Карате было не первым спортивным единоборством, запрещённым советской властью: в 1918—1920 гг. был запрещён бокс как чуждое буржуазное занятие (первый чемпионат прошёл в 1926, профессионального бокса не существовало до 1989), а в 1937—1962 гг. под запретом было дзюдо (первый после запрета чемпионат прошёл в 1973). Некоторые другие единоборства хоть и не были запрещены, но изучались только ведомственно (АРБ и боевое самбо).

### Прекращение гонений
Карате снова стало постепенно легальным видом спорта во времена «перестройки» в 1989 году, однако полностью было разрешено лишь после распада СССР.
Начиная с этого периода в России шла самоорганизация любителей карате. На первом этапе, в 1990-х и начале 2000-х она строилась по пути создания стилевых федераций, которые, зачастую, конкурировали даже в рамках одного стиля. Начиная с начала 2000-х развитие карате как организованного движения строилось по пути интеграции в официальную систему спортивных организаций, признаваемую государством. В настоящее время несколько стилей карате официально признаются в России в качестве спортивных дисциплин или самостоятельных видов спорта.
Федерация карате России, являющаяся российским представителем WKF, занимающейся развитием карате как олимпийского вида спорта была создана в 2003 году. По статистическим данным, в середине 2000-х годов в России действовало около 200 клубов карате, где занималось около 200 тысяч человек.